# Paolo Farinella
Paolo Farinella (1953-2000) était un astronome italien actif en planétologie et, en particulier, dans l'étude des astéroïdes et des petits corps du système solaire.

## Biographie
En 1975, Paolo Farinella est diplômé de l'Université et de la Scuola Normale Superiore de Pise, puis étudie avec Giuseppe (Bepi) Colombo et travaille comme astronome de recherche à l'Observatoire de Brera.
De 1982 à 1998, il poursuit ses recherches en mathématiques à Pise, à l'Université et à la Scuola Normale Superiore, où il enseigne la physique et la mécanique céleste. De 1992 à 1994, il est professeur invité à l'Observatoire de Nice et bénéficie d'une bourse « Giuseppe Colombo » de l'ESA.
À l'été 1998, il devient, après concours national, professeur d'université associé en astronomie et astrophysique. En 1998, il commence à enseigner à l'Université de Trieste. 
Pendant toute sa courte carrière, il est un vulgarisateur scientifique actif et un acteur social engagé.
Il meurt à Bergame le 25 mars 2000 des suites d'une insuffisance cardiaque.

### Planétologie
En planétologie, ses travaux révolutionnent la compréhension de la dynamique des orbites et des collisions potentielles entre astéroïdes. 
Dans les années 1980, Farinella émet l'hypothèse, alors inouïe, que l'hypothèse que l'effet Yarkovsky explique l'évolution des orbites de petits astéroïdes de la ceinture principale vers des orbites potentiellement résonnantes[pas clair], impliquant des risques impact sur Terre.
Il participe au groupe de travail de l'Agence spatiale européenne sur le système solaire, est membre de l'Union astronomique internationale (UAI), et affilié l'Union américaine d'astronomie .
Il publie notamment dans les revues  « Icarus » et « Meteoritics and Planetary Science ». Très actif dans la vulgarisation de l'astronomie, il donne des dizaines d'articles au magazine « L'Astronomia (it) ».

## En son nom
- Le Paolo Farinella Prize (en), désormais décerné annuellement, est créé en juin 2010 par l'université de Pise,  qui donne aussi son nom à un de ses ateliers internationaux de recherche ;
- Le « cratère Farinella » de Pluton est ainsi nommé par l'équipe de New Horizons, après le survol, en juillet 2015, de la planète[1] ;
- L'astéroïde 3248 Farinella porte son nom.